# Lexeiba 1
Lexeiba 1 es una comuna o municipio del departamento de Kaédi, en la región de Gorgol, en Mauritania. En marzo de 2013 presentaba una población censada de 22 453 habitantes.
Se encuentra ubicada al suroeste del país, sobre el desierto del Sahara, cerca de la frontera con Senegal.